# László Passuth
László Passuth, född 1900, död 1979, var en ungersk författare.
Passuth är mest känd för sina historiska romaner, som Esőisten siratja Mexikót ("Regnguden gråter över Mexiko", 1939), A bíborbanszületett ("Född i purpur", 1943) och Sárkányfog ("Draktand", 1960). Han skrev i övrigt biografiska romaner om bland andra Claudio Monteverdi, Giorgione, Diego Velázquez och Rafael, samt ett flertal litterära reseskildringar.